# Tigres à la queue leu leu
Pour plus de détails, voir Fiche technique et Distribution.
Tigres à la queue leu leu est un court métrage d'animation français de 8 minutes de Benoît Chieux, réalisé en 2014 et sorti en 2015.
Utilisant la technique du dessin animé, il est adapté d'un album illustré inspiré d'un conte Coréen,  par l'auteur de même nationalité Kwoon Moon-hee (권문희), Juljul-i kkwen holang-i (coréen : 줄줄이 꿴 호랑이, littéralement : Tigres embrochés (de brochette) en ligne), traduit en français sous le même titre par Noëlla Kim et Jean-Marie-Antenen.
Cette histoire utilise les deux personnages récurrents de la littérature jeunesse coréenne que sont la grand-mère et le tigre.

## Synopsis
Un petit garçon passe son temps à dormir et à manger. À force d'être repris par sa mère, il décide de travailler. Il démontre alors qu'il a une grande imagination.

## Fiche technique
- Titre original : Tigres à la queue leu leu
- Titre anglais international : Tigers tied up in one rope
- Réalisation : Benoît Chieux
- Scénario : Benoît Chieux, d'après l'album illustré de Kwoon Moon-hee
- Musique : Christophe Heral
- Compositing : Jean Bouthors
- Son : Christophe Heral et Yoann Veyrat
- Animation : Remy Schaepman et Titouan Bordeau
- Couleur : Inès Sedan et Pénélope Camus
- Production déléguée : Dora Benousilio
- Société de production : Les Films de l'Arlequin
- Pays d'origine :  France
- Langue originale : français
- Format : couleur
- Durée : 8 minutes
- Dates de sortie :
  - France : 12 juin 2015 (Festival Côté Court de Pantin) ; 11 juillet 2015 (Festival du court métrage en plein air de Grenoble)

## Distribution
- Jonas Lanciaux
- Maxime Lainé
- Dora Benousilio

## Distinctions
Le film a été sélectionné à de nombreux festivals, et a reçu plusieurs prix.
- Prix Animé TVA 2015 au Festival du cinéma international en Abitibi-Témiscamingue

Nommé au Festival international du court métrage de Busan (Busan, Corée)
Ce film est nommé pour le César du meilleur court métrage d'animation pour la 41e cérémonie des César, qui se déroulera en février 2016 en France.
Il est également nommé au 23e Stuttgart International Festival of Animated Film de 2016 (Stuttgart, Allemagne).